# Рагимова, Эльмира Аллахверди кызы
Эльмира Аллахверди кызы Рагимова (азерб. Elmira Allahverdi qızı Rəhimova; род. 13 августа 1941, Баку) — советская и азербайджанская певица, Народная артистка Азербайджана (2000).

## Биография
Родилась 13 августа 1941 года в Баку.
В 1965 году окончила Азербайджанский государственный музыкальный техникум имени А. Зейналлы, в 1970 году — Азербайджанский педагогический институт языков.
С 1956 года — солистка Азербайджанской государственной филармонии, позже — солистка Азербайджанского государственного телевидения и радио. 
В 1957-59 и 1961 годах изучала в Индии индийские песни и танцы, занималась пропагандой азербайджанской культуры. 
В репертуаре преобладали песни азербайджанских композиторов в народном и эстрадном жанрах, народные песни, в начале карьеры исполняла индийские песни и мугам. Вела активную концертную деятельность в 1960—90-х годах, исполнила ряд песен, завоевавших популярность среди слушателей, среди которых стоит выделить песни «Интизар» («Ожидание», музыка Н. Мурадовой, слова С. Шафа), «Сэн ядыма душендэ» («Вспоминая тебя», музыка Э. Ибрагимовой, слова Д. Кедабекли) и т. д. Выступала с гастролями более чем в 60 странах мира. С песнями выпущено более 10 пластинок фирмы «Мелодия».
С середины 2000-х годов покинула сцену из-за проблем со здоровьем.

## Награды
- Медаль «За трудовое отличие» — 1959.
- Заслуженный артист Азербайджанской ССР — 1967.
- Почётная грамота Президиума Верховного Совета Азербайджанской ССР — 24 февраля 1979[3].
- Народный артист Азербайджана — 27 октября 2000.
- Персональная стипендия Президента Азербайджанской Республики — 11 июня 2002[4].